# Commelina platyphylla
Commelina platyphylla är en himmelsblomsväxtart som beskrevs av Johann Friedrich Klotzsch och Moritz August Seubert. Commelina platyphylla ingår i släktet himmelsblommor, och familjen himmelsblomsväxter. Inga underarter finns listade.